# Robert van Asten
R.J. (Robert) van Asten (Voorburg, 30 november 1978) is een Nederlandse fiscaal jurist, bestuurder en D66-politicus. Sinds 7 juni 2018 is hij wethouder en sinds 27 september 2022 locoburgemeester van Den Haag.

## Biografie
Van Asten is geboren in Voorburg en getogen in Rijswijk. Hij ging van 1991 tot 1997 naar het atheneum aan het Stanislascollege in Delft. Van 1997 tot 2005 studeerde hij fiscaal recht aan de Universiteit Leiden. Van 2002 tot 2004 werkte hij als reisleider bij GoGo Tours. Van 2005 tot 2010 werkte hij als belastingadviseur bij Deloitte in Rotterdam.
Van Asten was van 2010 tot 2015 werkzaam als juridisch adviseur bij Vistra in zowel Amsterdam-Zuid als op Schiphol. Van 2016 tot 2018 was hij werkzaam als fondsenwerver voor D66 op het landelijk bureau in Den Haag. Van 2015 tot 2018 had hij als zzp'er een eigen adviesbureau.
Van Asten was in 2010 kandidaat-raadslid bij de gemeenteraadsverkiezingen van 2010 in Den Haag. In 2012 was hij kandidaat-Kamerlid bij de Tweede Kamerverkiezingen van 2012. Van 2010 tot 2013 was hij bestuurslid en voorzitter van de Haagse afdeling van D66. Hij was campagneleider bij de gemeenteraadsverkiezingen van 2014.
Van Asten was van 2014 tot 2018 lid van de gemeenteraad van Den Haag, vanaf 2015 als D66-fractievoorzitter. Sinds 7 juni 2018 is hij wethouder van Den Haag en vanaf 19 december 2019 had hij in zijn portefeuille Mobiliteit, Cultuur en Strategie. Sinds 27 september 2022 heeft hij Stedelijke Ontwikkeling, Strategie, Europa en stadsdeel Segbroek in zijn portefeuille en is hij locoburgemeester.
Van Asten woont samen met zijn partner.